# گاریسون (کنتاکی)
گاریسون (به انگلیسی: Garrison) یک منطقهٔ مسکونی در ایالات متحده آمریکا است که در کنتاکی واقع شده‌است. گاریسون ۸۶۶ نفر جمعیت دارد و ۱۶۳٫۹۸ متر بالاتر از سطح دریا واقع شده‌است.